# Добровольская, Олимпия Остаповна
Олимпия Остаповна Добровольская (укр. Олімпія Остапівна Добровольська) (31 июля [12 августа] 1895, Одесса, Российская империя — 2 февраля 1990, Нью-Йорк, США) — украинская театральная актриса и режиссёр, театральный педагог и теоретик украинского театрального искусства XX в.

## Биография
Олимпия с детства увлекалась театром. Училась в Киевской музыкально-драматической школе имени Лысенко. В 1917—1919 играла в Киеве в «Молодом театре» у Леся Курбаса. Лучшие роли: Рита («Черная пантера и белый медведь» Винниченко, 1919), роли в спектаклях «Утонувший колокол» Гауптмана (1919), «Молодость» Гальбе (1920). В 1920—1921 в Театре имени Франко в Виннице, Черкассах. Здесь она познакомилась с только что приехавшим в УССР из Западной Украины Иосифом Гирняком и стала его женой.
В 1922 вместе с мужем вступила в творческое объединение «Березиль», созданное Курбасом в Киеве. В 1926 вместе с театром переехала в Харьков. Будучи актрисой разностороннего амплуа, Добровольская с успехом выступала и в комедийных, и в драматических ролях, играла в произведениях украинской и мировой классика, а также в современных постановках и ревю на злобу дня. Роли: Эллен («Джимми Хиггинс» по Синклеру, 1923), Мазайлиха («Мина Мазайло» Кулиша, 1929) и другие.
В декабре 1933 Гирняк был арестован сталинистами и в 1934 по обвинению в участии в «националистической террористической организации» сослан в лагеря в Карелию. Добровольская оставалась в Харькове, числилась с 1935 в труппе Украинского драматического театра имени Шевченко в Харькове.
В 1937 Гирняк, нарушив условия ссылки, приехал в Харьков к жене. В результате они оба были арестованы и после четырёхмесячного пребывания в Харьковской тюрьме высланы в Карелию. В 1940 супруги получили разрешение вернуться на Украину. Они перебрались в Черкассы, где жил отец Добровольской Остап. Здесь актриса работала в Черкасском драматическом театре.
В 1942 Добровольская вместе с мужем переехала во Львов, где играла в постановках Гирняка на сцене Львовского оперного театра. В том числе и в знаменитой первой украинской постановке «Гамлета» Шекспира (Гертруда, 1943).
В 1944 Добровольская была вынуждена эмигрировать в Австрию, затем в Германию, а в 1949 в США. В 1945—1956 играла в Украинском театре Гирняка и Добровольской. Преподавала в основанной при театре студии актёрского мастерства. В 1956—1964 руководила Театром украинского слова в Нью-Йорке, создала собственную школу художественного чтения. В качестве режиссёра осуществила постановки: «Лесная песня» и «Оргия» Леси Украинки, «Привидения» Ибсена.